# Mifos
Mifos jest oprogramowaniem z dziedziny finansów powstałą z inicjatywy Grameen Foundation pozwalającym zarządzać klientami oraz ich finansami. Nazwa Mifos pochodzi od angielskich słów "Micro Finance Open Source".